# 杏色棘花鮨
杏色棘花鮨，又稱杏色棘花鱸，為輻鰭魚綱鱸形目鱸亞目鮨科的其中一種，分布於西大西洋區，從美國佛羅里達州、巴哈馬群島至加勒比海北部海域，棲息深度58-210公尺，體長可達10公分，棲息在礫石底質海域，為底棲性魚類，屬肉食性，生活習性不明。

## 擴展閱讀
- 杏色棘花鮨的图片 （页面存档备份，存于）